# Ястржембский, Иван Львович
Иван Львович (Ян Фердинанд) Ястржембский (1814 ‒ 1880-е) — петрашевец.

## Биография
Родился в 1814 году в семье речицкого асессора Леона (Льва) Ястржембского в фольварке Теклинов Речицкого уезда Минской губернии. Учился в школе овручских базилиан, в Виленском и Киевском университетах, но окончил в 1841 году Императорский Харьковский университет. С мая 1843 года по 1849 год занимал должность помощника инспектора классов в Петербургском технологическом институте и преподавал в нём политическую экономию. Также он преподавал политическую экономию и статистику в Институте корпуса инженеров путей сообщения.

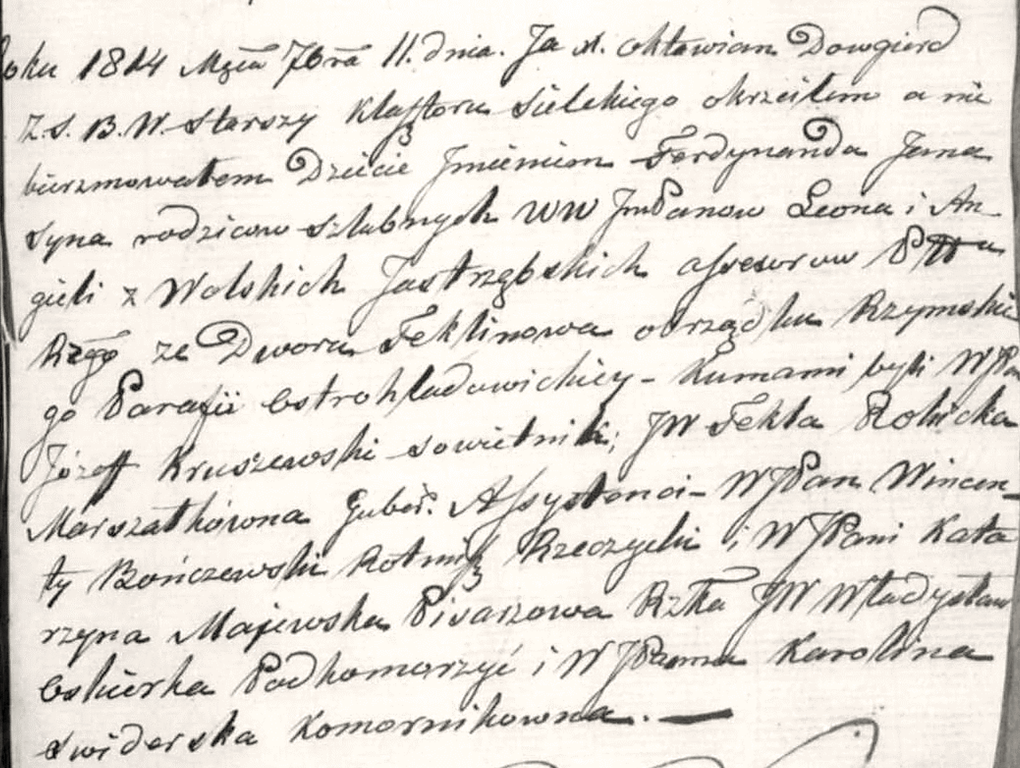
Метрическая запись церкви Селецкого базилианского монастыря о рождении-крещении Яна Фердинанда Ястржембского.

В мае 1848 года он познакомился с М. В. Петрашевским и стал посещать его «пятницы», где прочитал доклад о статистике как науке, в котором доказывал её общественно-социальный характер; в январе—феврале 1849 года, в течение 5 или 6 «пятниц», Ястржембский читал цикл лекций «о первых началах политической экономии». Был арестован в ночь на 23 апреля 1849 года. Ему инкриминировалось участие в «преступных рассуждениях о религии, правительстве и об изменении некоторых государственных учреждений», а также чтение на вечерах у Петрашевского «записок своего сочинения о статистике и политической экономии, написанных во вредном духе», «дерзкие выражения» насчет высших сановников и императора».
Он был приговорён к расстрелу, заменённому 6 годами каторги, куда был отправлен в одной партии с С. Ф. Дуровым и Ф. М. Достоевским. Ястржембский вспоминал: 

Нельзя вообразить, как я был обрадован, когда меня, Достоевского и Дурова для отправления в Сибирь посадили в одном поезде. Одиночное восьмимесячное заключение в Алексеевском равелине подействовало на меня убийственно. Я был до того изможден и физически уничтожен, что стоявший около меня на эшафоте Дуров меня не узнал. Возможность побеседовать с Дуровым и Достоевским во время кратких отдыхов в пути доставила, по крайней мере мне, истинное счастье…
Я думал, что для меня нет спасения и решился покончить с собою, к чему еще в Алексеевском равелине я сделал удачные приготовления… Напоминаю об этом тяжком прошедшем единственно потому, что оно дало мне возможность ближе узнать личность Достоевского. Его симпатичная и милая беседа излечила меня от отчаяния и пробудила во мне надежду…
Я отказался от всякого крайнего решения. Мы расстались с Достоевским и Дуровым в тобольском остроге, поплакали, обнялись и больше уже не видались.
Из Тобольска Ястржембский был направлен в Екатерининский винокуренный завод Тарского округа. По манифесту 26 августа 1856 года Ястржембский был отправлен на поселение; в 1857 году ему было возвращено дворянство; в 1872 году снят полицейский надзор; в феврале 1874 года разрешено жить в Москве и Петербурге.